# Морозовка (село, Севастополь)
Моро́зовка (до 1948 года Алсу́; укр. Морозівка, крымскотат. Alsuv, Алсув) — село в Балаклавском муниципальном округе Балаклавского района города  Севастополя (по решению исполнительного комитета Севастопольского городского Совета депутатов трудящихся от 14 августа 1962 года № 442 согласно административно-территориальному делению УССР и Украины с 1962 года не имеет статуса отдельного населённого пункта в составе Балаклавского района Севастопольского горсовета; в 2014 году населённый пункт был восстановлен как село).
Располагается в центре района, примерно в 9 км к востоку от Балаклавы, над Чернореченским каньоном, на южной стороне, высота центра села над уровнем моря 270 м.

## Население
| 2011 | 2014 |
| ---- | ---- |
| 47   | ↘44  |

Численность населения по данным переписи населения по состоянию на 14 октября 2014 года составила 44 человека.

### Динамика численности
| - 1864 год — 50 чел. - 1889 год — 112 чел. - 1922 год — 175 чел. - 1926 год — 138 чел. - 1945 год — 65 чел. | - 1953 год — 33 чел. - 1954 год — 29 чел. - 2011 год — 47 чел. - 2014 год — 44 чел. |

## История
Алсу — древнее поселение юго-западного Крыма, основанное, видимо, как и окрестные сёла, примерно в середине IV века, или, по мнению некоторых историков, гораздо раньше (IV—III век до н. э.), потомками готов и алан, смешавшихся с местным населением. Примерно с XII века Алсу, как и все окрестные поселения, входило в состав христианского княжества Феодоро (по мнению других историков — могло входить в состав Чембальского консульства Капитанства Готия). Считается, что Чоргунский (Бибиковский) исар XIII—XV веков (название — по фамилии археолога Бибикова, впервые исследовавшего и описавшего памятник), расположенный примерно в 2 километрах южнее села, был феодальным замком, в вотчину которого, во времена Мангупского княжества, входило селение. После падения в 1475 году Мангупа деревня, вместе со всеми землями княжества, вошла в состав Мангупского кадылыка Кефинского эялета Османской империи. Впервые в доступных исторических документах Алсу встречается в османских налоговых ведомостях 1634 года, согласно которым в селении числилось 3 двора немусульман (христиан), все недавно прибывшие: из Чоргуна 1 семья и из Хайто — 2. Документальное упоминание селения встречается в «Османском реестре земельных владений Южного Крыма 1680-х годов», согласно которому в 1686 году (1097 год хиджры) Алчо, по другому имени Алсу входил в Мангупский кадылык эялета Кефе. Всего упомянуто 49 землевладельцев, из которых 43 иноверца, владевших 1249-ю дёнюмами земли. После обретения ханством независимости по Кючук-Кайнарджийскому мирному договору 1774 года «повелительным актом» Шагин-Гирея 1775 года селение было включено в Крымское ханство в состав Бакчи-сарайского каймаканства Мангупскаго кадылыка, что зафиксировано и в «Камеральном Описании Крыма 1784 года…».

Как следует из «Ведомости о выведенных из Крыма в Приазовье христианах» А. В. Суворова 1778 года, из Ялсы выехало 289 крымских греков (по ведомости митрополита Игнатия из Алсу выведено 45 семей). По ведомости генерал-поручика Игельстрома от 14 декабря 1783 года до вывода христиан в алсу имелось 45 дворов и церковь Св. Георгия и что оставшимися после выхода христиан «всеми домами завладели войска». В ведомости «при бывшем Шагин Герее хане сочиненная на татарском языке о вышедших християн из разных деревень и об оставшихся их имениях в точном ведении его Шагин Герея» и переведённой 1785 году о деревне Камара записано
По наиденой у Исмаил аги Софтоглу старой описи значит жилых домов 31 с коих разорены болшая часть околичные земли сады луга и лес без изъятия принадлежат сей деревни и никто участия неимеет
также содержится приписка, что «в деревне расположены албанцы».
После присоединения Крыма к России (8) 19 апреля 1783 года, (8) 19 февраля 1784 года, именным указом Екатерины II сенату, деревня опустела вследствие переселения крымских греков в Приазовье, потому в Камеральном Описании Крыма 1784 года она не значится. Впервые упоминается Алсу (Кальсу в основном варианте) в губернаторских документах от 3 октября 1796 года по случаю выделения земли Греческого батальона офицерам и обер-офицерам за недостатком земли в Балаклаве. В то время деревня находилось на территории Симферопольского уезда Таврической области. После Павловских реформ, с 1796 по 1802 год, входила в Акмечетский уезд Новороссийской губернии. По новому административному делению, после создания 8 (20) октября 1802 года Таврической губернии — на территории Чоргунской волости Симферопольского уезда, но в Ведомости о всех селениях, в Симферопольском уезде состоящих… 1805 года деревня ещё не значится (видимо, постоянного населения ещё не было; нет её и на военно-топографической карте 1817 года).
После административной реформы 1829 года земли Алсу отнесли к Байдарской волости, а в 1838 году, после образования Ялтинского уезда и переформирования волостей — к Байдарской волости Ялтинского уезда. Тогда же Алсу впервые обозначают на карте 1836 года, как деревню с 20 дворами, как и на карте 1842 года. Согласно «Списку населённых мест Таврической губернии по сведениям 1864 года», по результатам VIII ревизии 1864 года, Алсуй — казённое греческое село при источниках, где в 9 дворах числилось 50 жителей (9 дворов и на трёхверстовой карте Шуберта 1865—1876 года, только на ней деревня записана как Олсуй)
Видимо, после учреждения в 1873 году Севастопольского градоначальства, Алсу, вместе с другими окрестностями Балаклавы, перешли в его состав, что зафиксировано в «Памятной книге Таврической губернии 1889 года» и там же записано, что по результатам Х ревизии 1887 года в Алсу в 22 дворах проживало 112 человек (на карте 1890 года — 26 дворов с русско-греческим на селением). По Статистическому справочнику Таврической губернии. Ч.II-я. Статистический очерк, выпуск восьмой Ялтинский уезд, 1915 год, в селе Алсу Балаклавского округа Ялтинского уезда, числилось 27 дворов с греческим населением.
После установления в 1920 году Советской власти в Крыму была упразднена волостная система и, 15 декабря 1920 года, был выделен Севастопольский уезд. 23 января 1921 года (по другим данным 21 января), был создан Балаклавский район и Алсу вошло в новый район. После образования 18 октября 1921 года Крымской АССР уезды были преобразованы в округа (по другим данным в 1922 году) и в составе Севастопольского округа выделили Чоргунский район, в который вошло Алсу, как центр сельсовета (с населением 175 человек). 16 октября 1923 года решением Севастопольского окружкома Чоргунский район был ликвидирован, создан Севастопольский район и село включили в его состав. Согласно Списку населённых пунктов Крымской АССР по Всесоюзной переписи 17 декабря 1926 года, в селе Алсу, Камарского сельсовета Севастопольского (с 1931 года — Балаклавского) района, числилось 32 двора, из них 30 крестьянских, население составляло 138 человек, из них 71 грек, 32 русских, 23 украинца, 2 армянина, 1 латыш, 9 записаны в графе «прочие» действовала русская школа I ступени (пятилетка).
В районе Алсу в 1941 году, во время обороны Севастополя, действовал Севастопольский партизанский отряд. 10 ноября 1941 года здесь, смертью героя, спасая свой отряд, погиб юный партизан Чекмак Вилор.
Зимой 1942 года во время осады Севастополя сапёрами 11-й армии под командование Э. фон Манштейна с привлечением труда советских военнопленных была построена дорога из Уппы (ныне Родное) до Морозовки через Чернореченский каньон. В настоящее время Манштейновская дорога объект туризма.
После освобождения Крыма от фашистов в 1944 году, 27 июня того же года, постановлением ГКО, крымские греки были депортированы в Среднюю Азию. 12 августа 1944 года было принято постановление № ГОКО-6372с «О переселении колхозников в районы Крыма», по которому в район из Воронежской области РСФСР планировалось переселить 6000 колхозников и в сентябре 1944 года в район уже прибыли 8470 человек (с 1950 года в район стали приезжать колхозники из Сумской области УССР). На 1 сентября 1945 года в Алсу проживало 65 человек (47 русских и 18 украинцев). С 25 июня 1946 года Алсу в составе Крымской области РСФСР. Указом Президиума Верховного Совета РСФСР от 18 мая 1948 года Алсу Балаклавского района переименовано в Морозовку. По состоянию на 1 января 1953 года в селе было 9 хозяйств рабочих и служащих (33 человека). В 1954 году в Морозовке числилось 11 хозяйств и 29 жителей. 26 апреля 1954 года Севастополь, в составе Крымской области, был передан из состава РСФСР в состав УССР.
Официально было расселено до 1968 года, но реально существуют несколько жилых домов (на 1998 год население 30 человек), а также монастырь, которому 24 декабря 2010 года решением Священного Синода УПЦ МП был дарован статус Ставропигии. 16 августа 2011 года митрополит Владимир освятил престол храма св. прп. Паисия Величковского и заложил первый камень в основание нового храма монастыря во имя Пресвятой Троицы. На территории монастыря планируется строительство резиденции Предстоятеля УПЦ МП. С 21 марта 2014 года в составе Севастополя аннексирована Россией.